# 桜本町 (名古屋市)
桜本町（さくらほんまち）は、愛知県名古屋市南区の町名。現行行政地名は桜本町1丁目及び桜本町2丁目と丁目なし区域が存在する。住居表示未実施。

## 地理
名古屋市南区東部に位置し、東は元桜田町・霞町・扇田町・鯛取通、西は西桜町・呼続四丁目、南は笠寺町、北は寺崎町・桜台一丁目に接する。
町域は名古屋市道名古屋環状線（環状線）に沿って南北方向に伸びており、北から南にかけて1丁目、2丁目、丁目なし区域と続く。1丁目は現在、桜本町1丁目交差点周辺の道路内に残存している。なお同線上に「桜本町2丁目・桜本町3丁目」交差点があるが、3丁目は現存しない。

## 歴史
笠寺台地上に位置し、「桜本町遺跡」と呼ばれる弥生時代から平安時代の大規模な古代集落遺跡があり、周辺には古墳も散在する。

### 町名の由来
江戸期の愛知郡桜村の名による。語源については諸説あるが、「迫（さこ）」の転で谷を表しているとも、桜の木があったとも言われる。
律令制下から続く古い地名で、古代から中世には「作良」とも書かれた。平安中期成立の『和名類聚抄』に記載がある愛智郡作良郷は当地のことである。『万葉集』の「桜田へ鶴鳴き渡る年魚市潟潮干にけらし鶴鳴き渡る」という歌の「桜田」も当地を指しているとするのが定説である。ただし、古代における愛知郡作良郷は現在の笠寺町から星崎を含む広範囲を包含していたと考えられている。
鎌倉時代後期の『熱田社領新別納郷并当役勤仕要郷注文案』に「作良郷七十六丁一反三百歩」とあり、この頃には熱田神宮領があったらしい。1350年（貞和6年）の熱田神宮の寄進田の記録でも「尾張国愛智郡東条作良郷」とある。しかし『宗範申状案』によれば鎌倉末期には作良郷の社役が滞っており、熱田神宮領としては衰退し始めていたらしい。中世後期以降には星崎荘の一部という認識となり、『寛文村々覚書』でも「星崎庄 桜村」としている。
桜村は1878年（明治11年）に合併に伴い千竈村の一部となった後、名古屋市呼続町の一部となる。

### 行政区画の変遷
- 1928年（昭和3年）12月15日 - 南区呼続町・笠寺町の各一部より、同区桜本町が成立[1]。桜田耕地整理事業の完成による[4]。
- 1939年（昭和14年）8月5日 - 呼続町の一部を編入[1]。桜土地区画整理事業の完成による[4]。
- 1983年（昭和58年）12月18日 - 呼続町の一部を編入[1]。
- 1986年（昭和61年）9月16日 - 一部が寺崎町・桜台一丁目となる[5]。

## 世帯数と人口
2019年（平成31年）4月1日現在の世帯数と人口は以下の通りである。
| 町丁   | 世帯数  | 人口    |
| ------ | ------- | ------- |
| 桜本町 | 532世帯 | 1,042人 |

### 人口の変遷
国勢調査による人口の推移
| 1995年（平成7年）  | 1,002人 | [ WEB 6 ]  |  |
| 2000年（平成12年） | 1,035人 | [ WEB 7 ]  |  |
| 2005年（平成17年） | 954人   | [ WEB 8 ]  |  |
| 2010年（平成22年） | 1,024人 | [ WEB 9 ]  |  |
| 2015年（平成27年） | 1,088人 | [ WEB 10 ] |  |

## 学区
市立小・中学校に通う場合、学校等は以下の通りとなる。また、公立高等学校に通う場合の学区は以下の通りとなる。なお、小・中学校は学校選択制度を導入しておらず、番毎で各学校に指定されている。
| 小学校                                      | 中学校                                    | 高等学校 |
| ------------------------------------------- | ----------------------------------------- | -------- |
| 名古屋市立笠寺小学校 名古屋市立春日野小学校 | 名古屋市立本城中学校 名古屋市立桜田中学校 | 尾張学区 |

## 施設
- 名古屋市消防局南消防署

1973年（昭和48年）3月17日に従来の千竈通二丁目にあった庁舎より新築移転を果たした。
- 名古屋市上下水道局南サービスステーション
- 碧海信用金庫名古屋南支店
- あいち銀行笠寺支店
- 平安会館笠寺斎場
- ロートニッテン本社

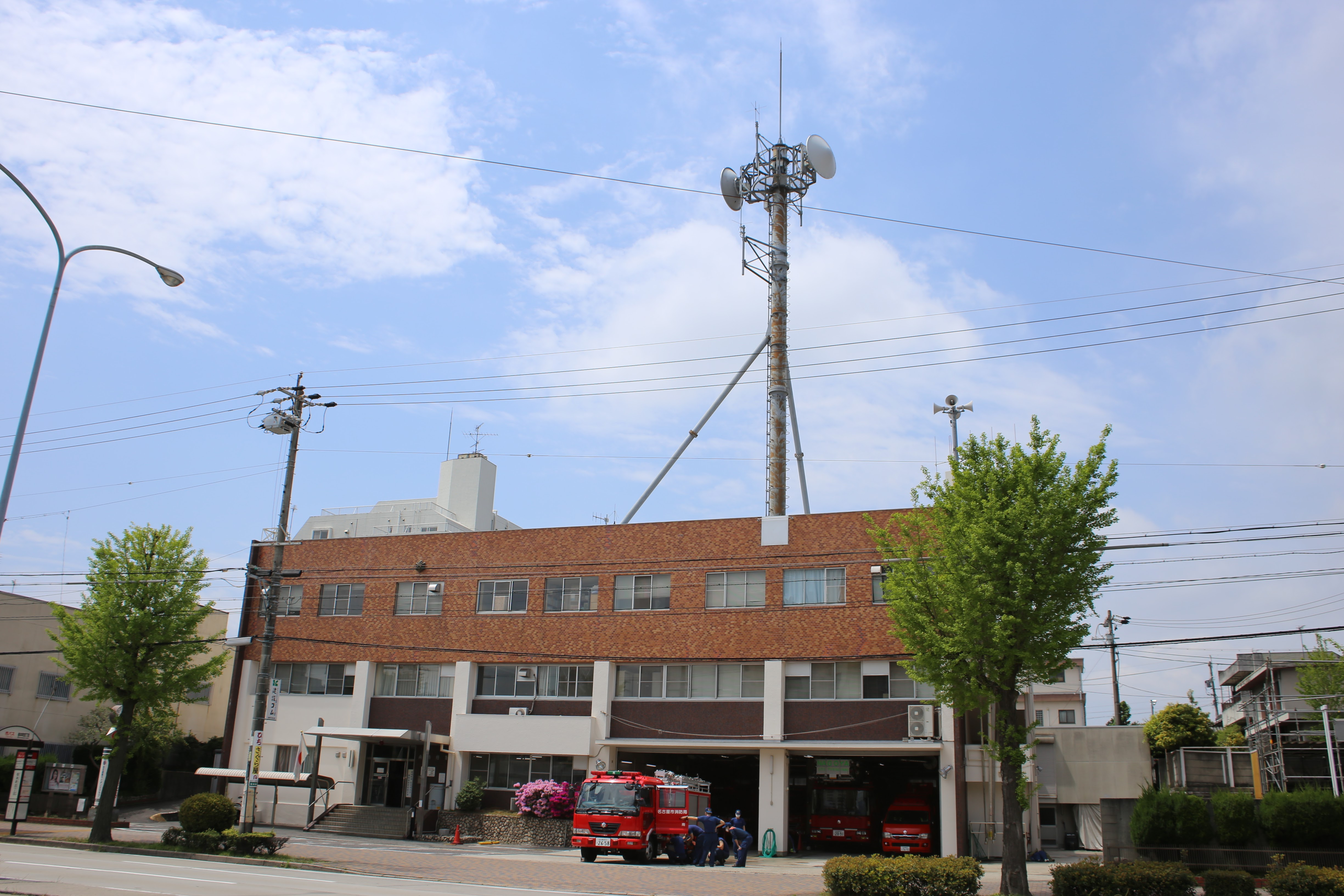
名古屋市消防局南消防署（2016年4月）
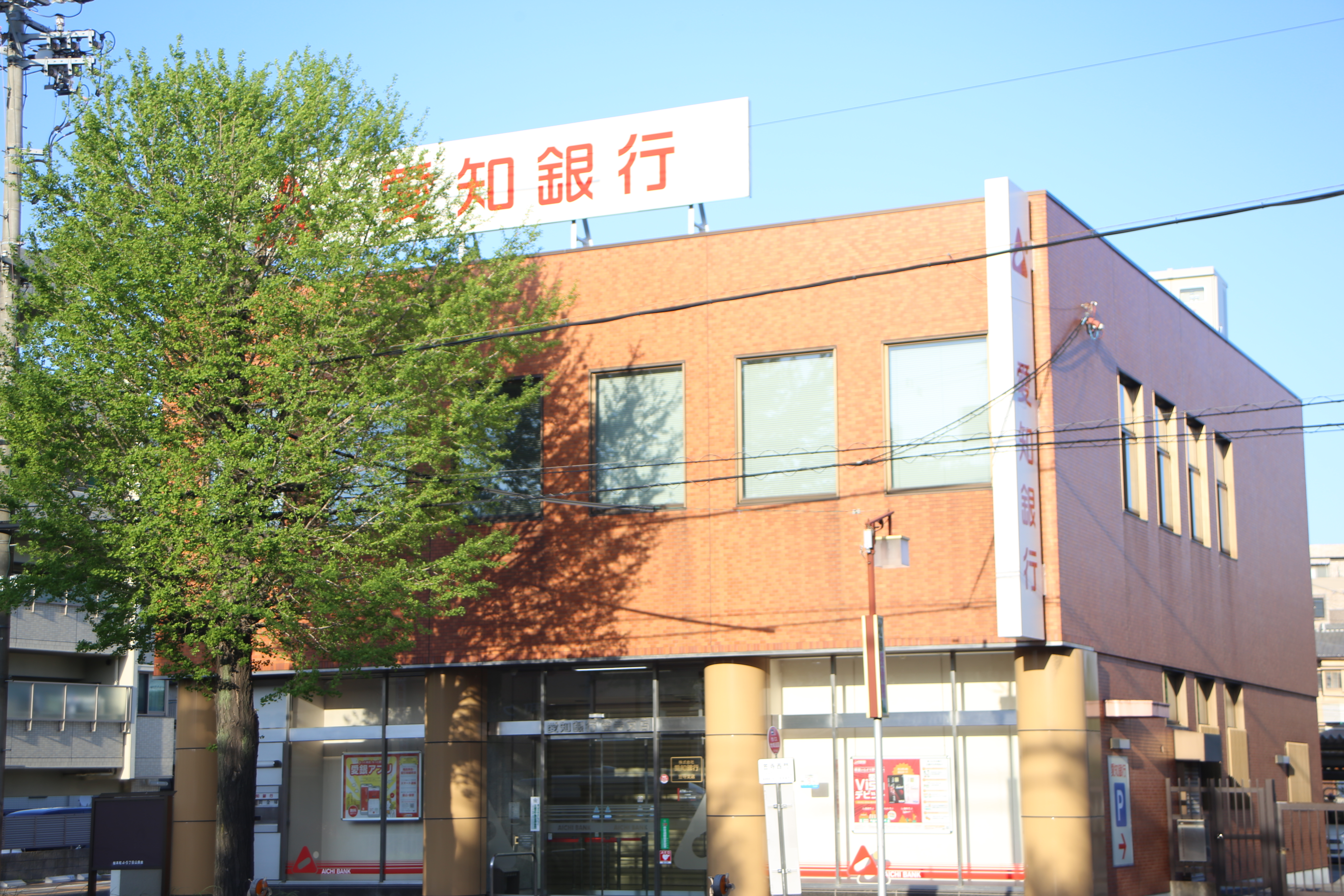
あいち銀行（旧：愛知銀行）笠寺支店（2022年4月）
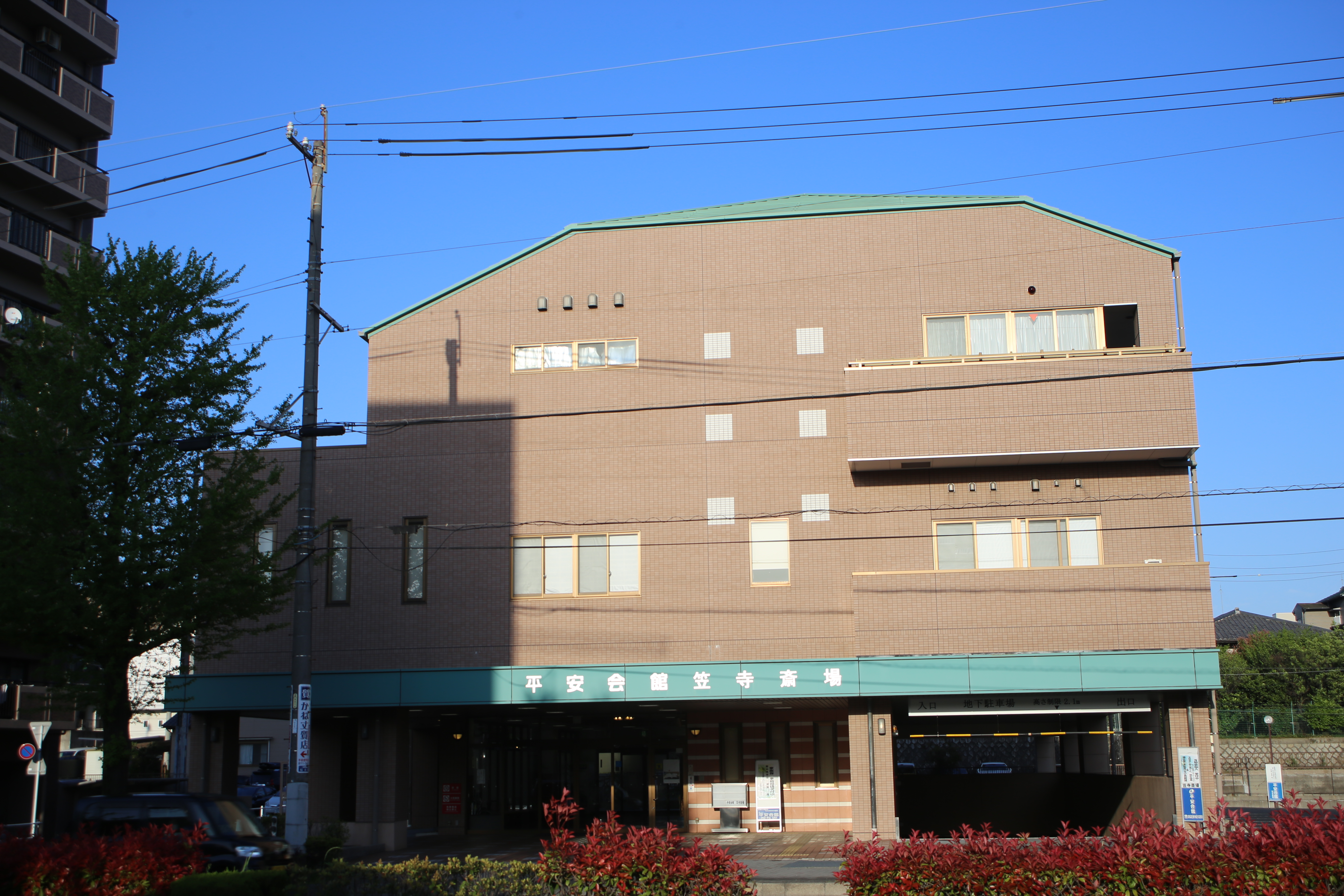
平安会館笠寺斎場（2022年4月）
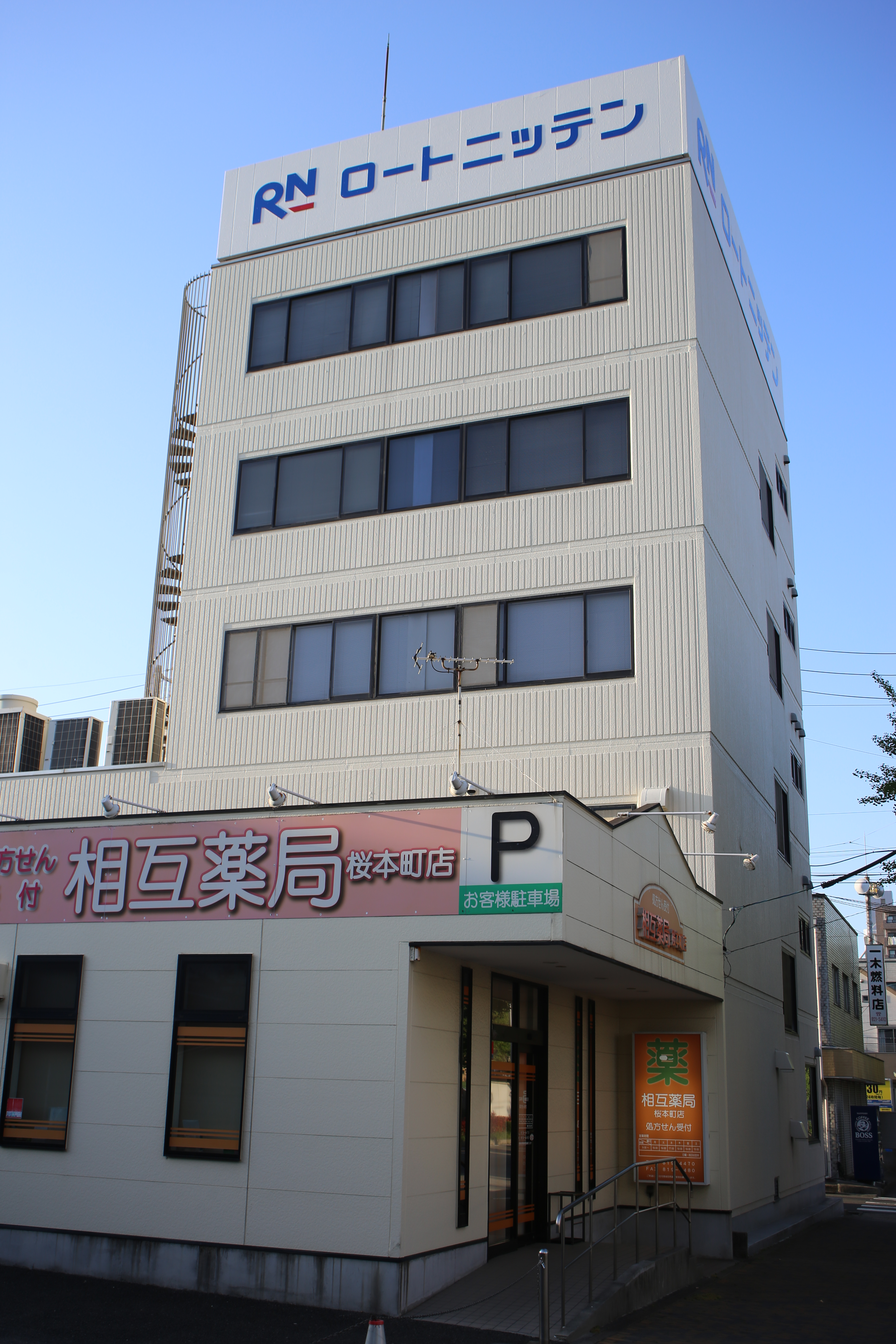
ロートニッテン本社（2022年4月）

## 交通
- 名古屋市道名古屋環状線

## その他

### 日本郵便
- 郵便番号 : 457-0038[WEB 3]（集配局：名古屋南郵便局[WEB 13]）。

### WEB
1. ↑  “愛知県名古屋市南区の町丁・字一覧”.   人口統計ラボ. 2019年4月30日閲覧。
2. 1 2  “町・丁目(大字)別、年齢(10歳階級)別公簿人口(全市・区別)”.   名古屋市 (2019年4月22日). 2019年4月23日閲覧。
3. 1 2  “郵便番号”.  日本郵便. 2019年3月17日閲覧。
4. ↑  “市外局番の一覧”.   総務省. 2019年1月6日閲覧。
5. ↑  “南区の町名一覧”.   名古屋市 (2015年10月21日). 2019年4月23日閲覧。
6. ↑  総務省統計局 (2014年3月28日). “平成7年国勢調査の調査結果(e-Stat) - 男女別人口及び世帯数 －町丁・字等”. 2019年3月23日閲覧。
7. ↑  総務省統計局 (2014年5月30日). “平成12年国勢調査の調査結果(e-Stat) - 男女別人口及び世帯数 －町丁・字等”. 2019年3月23日閲覧。
8. ↑  総務省統計局 (2014年6月27日). “平成17年国勢調査の調査結果(e-Stat) - 男女別人口及び世帯数 －町丁・字等”. 2019年3月23日閲覧。
9. ↑  総務省統計局 (2012年1月20日). “平成22年国勢調査の調査結果(e-Stat) - 男女別人口及び世帯数 －町丁・字等”. 2019年3月23日閲覧。
10. ↑  総務省統計局 (2017年1月27日). “平成27年国勢調査の調査結果(e-Stat) - 男女別人口及び世帯数 －町丁・字等”. 2019年3月23日閲覧。
11. ↑  “市立小・中学校の通学区域一覧”.   名古屋市 (2018年11月10日). 2019年1月14日閲覧。
12. ↑  “平成29年度以降の愛知県公立高等学校（全日制課程）入学者選抜における通学区域並びに群及びグループ分け案について”.   愛知県教育委員会 (2015年2月16日). 2019年1月14日閲覧。
13. ↑  “郵便番号簿 2018年度版” (PDF).   日本郵便. 2019年4月23日閲覧。

### 文献
1. 1 2 3 4  名古屋市計画局 1992, p. 852.
2. ↑  「角川日本地名大辞典」編纂委員会 1989, p. 1540.
3. ↑  名古屋市計画局 1992, p. 565.
4. 1 2  名古屋市南区役所 1979, p. 102.
5. ↑  名古屋市計画局 1992, p. 850.
6. ↑  南区制100周年記念事業実行委員会 2008, p. 202.